# Lopo Vaz de Sampaio
Lopo Vaz de Sampaio (Carrazeda de Ansiães, ? - Lisboa, 1534) fue un hidalgo portugués, 6º gobernador de la India portuguesa, cargo que desempeñó desde 1526 hasta 1529. 
Armado caballero por el rey Alfonso V de Portugal, fue un ilustre combatiente en tierras del norte de África y en la India. Durante su gobierno, un portugués llamado Antonio Tenreiro hizo un viaje por tierra desde la India a Portugal. En 1529 fue sustituido por Nuno da Cunha en el cargo de gobernador y mandado prender por razones políticas y comerciales. Llegó como prisionero a Portugal y consiguió de nueva la libertad, después de algún tiempo, tras una petición enviada al rey João III de Portugal.
| Predecesor: Henrique de Meneses | 8º gobernador de la India portuguesa 1526-29 | Sucesor: Nuno da Cunha |